# Erannis erectaria
Erannis erectaria är en fjärilsart som beskrevs av Rudolf Püngeler 1902. Erannis erectaria ingår i släktet Erannis och familjen mätare. Inga underarter finns listade i Catalogue of Life.